# Ernst-Wolfgang Böckenförde
Ernst-Wolfgang Böckenförde ( alemão: [ɛʁnst.ˈvɔlf.ɡaŋ ˈbœkn̩.føːɐ̯.də] ; 19 de setembro de 1930 a 24 de fevereiro de 2019) foi um jurista alemão e juiz do Tribunal Constitucional Federal da Alemanha. Foi professor da Universidade de Freiburg e autor de mais de 20 livros e 80 artigos que tratam de teoria jurídica e constitucional, além de teoria política, filosofia política e pensamento político católico. Böckenförde foi considerado um membro da Escola Ritter.

## Vida
Böckenförde nasceu em 19 de setembro de 1930 em Kassel. Seus pais foram Josef Böckenförde (1894–1962) e sua esposa Gertrud (née Merrem; 1899–1977). Quando criança, ele frequentou o Wilhelmsgymnasium em Kassel, onde passou seu Abitur.
Böckenförde recebeu seu PhD em direito em Münster em 1956, para uma dissertação que ele escreveu sob a supervisão de Hans Julius Wolff. Ele também recebeu um doutorado em história em 1960 pela Universidade de Munique  por uma tese supervisionada por Franz Schnabel. Em 1964, ele completou sua habilitação de pós-doutorado com uma tese intitulada O poder da organização no âmbito do governo. Uma pesquisa sobre direito constitucional na República Federal da Alemanha.  Tornou-se professor de direito público, história constitucional, história jurídica e filosofia do direito na Universidade de Heidelberg no mesmo ano. Em 1969, mudou-se para a Universidade de Bielefeld e, em 1977, para a Universidade de Freiburg, onde permaneceu até sua aposentadoria.
Böckenförde serviu como membro do segundo senado do Tribunal Constitucional Federal de 1983 a 1996. Em seu mandato, caem várias decisões inovadoras para a República Federal da Alemanha, incluindo decisões relativas ao envio de mísseis, à lei dos partidos políticos e à regulamentação legal do aborto.
Böckenförde era membro do Partido Social Democrata da Alemanha (SPD) desde 1967. Ele também era um católico praticante. Como tal, ele trabalhou em várias instituições, incluindo a Bensberger Kreis, um círculo de intelectuais católicos, além de servir como conselheiro do Comitê Central de Católicos Alemães. De 1971 a 1976, Böckenförde foi membro da Comissão Parlamentar Especial de Inquérito sobre Reforma Constitucional.
Böckenförde recebeu inúmeros prêmios por seus compromissos acadêmicos e de serviço público, entre eles doutorados honorários das Faculdades de Teologia Católica da Universidade de Bochum (1999) e da Universidade de Tübingen (2005) e das Escolas de Direito da Universidade de Bielefeld (1999), a Universidade de Münster (2001) e a Universidade de Basileia (1987). Ele também recebeu o Prêmio Reuchlin da cidade de Pforzheim por um excelente trabalho em ciências humanas (1978), a ordem de mérito do estado de Baden-Württemberg (2003),  o Prêmio Romano Guardini, da Academia Católica da Baviera pelo trabalho no campo da filosofia da religião (2004), o Prêmio Hannah Arendt de pensamento político (2004), o Prêmio Sigmund Freud de prosa acadêmica (2012), e a Grande Cruz do Mérito (2016), o tributo mais alto que a República Federal da Alemanha pode prestar a indivíduos por serviços prestados à nação.
Uma frase de um artigo de 1964 causou décadas de discussão no pensamento político alemão e europeu. Tornou-se conhecido como o dilema de Böckenförde: "O estado secular liberal vive em premissas que ele próprio não pode garantir".
Böckenförde viveu pela última vez em Au perto de Freiburg, onde morreu em 24 de fevereiro de 2019, aos 88 anos.

## Escritos (tradução em inglês)
- Ernst-Wolfgang Böckenförde (1991): "State, Society, and Liberty: Studies in Political Theory and Constitutional Law". Berg, New York.
- "Carl Schmitt Revisited". Telos 109 (Fall 1996). New York: Telos Press.
- "The Concept of the Political as the Key to Understanding Carl Schmitt’s Constitutional Theory" in The Canadian Journal of Law and Jurisprudence, January 1997, Vol. 10, 5. (Translated by Heiner Bielefeldt from "Der Begriff des Politischen als Schlüssel zum staatsrechtlichen Werk Carl Schmitts (1988)").
- Constitutional and Political Theory. Selected Writings, edited by Mirjam Künkler and Tine Stein, Oxford University Press 2017, ISBN 978-0-1987-1496-5.